# Teucrium subspinosum
Teucrium subspinosum là một loài thực vật có hoa trong họ Hoa môi. Loài này được Pourr. ex Willd. miêu tả khoa học đầu tiên năm 1809.

## Hình ảnh

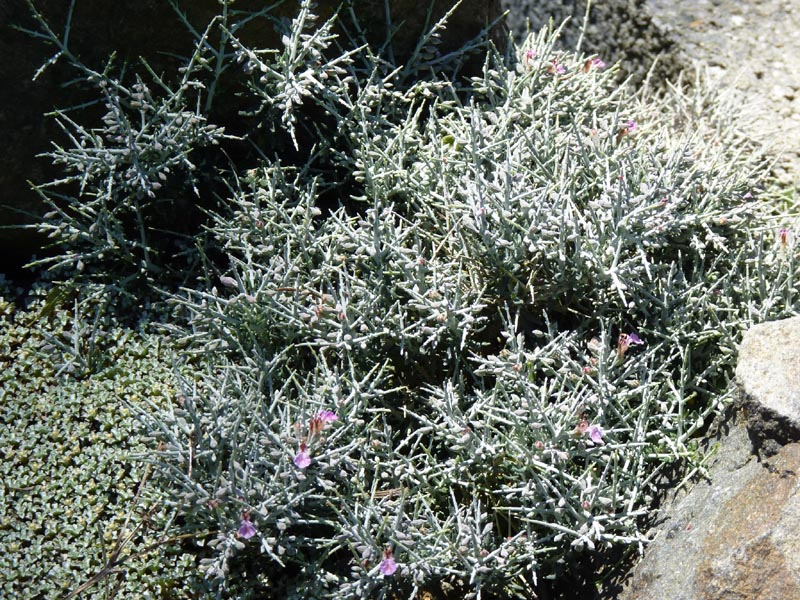
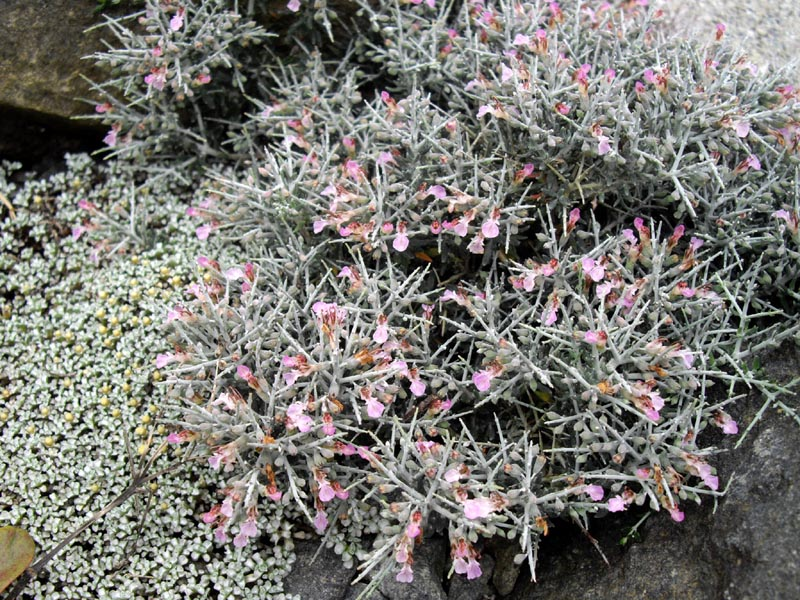